# Matej Baluch
Matej Baluch (* 16. Oktober 2000) ist ein slowakischer Leichtathlet, der sich auf den Hürdenlauf spezialisiert hat und auch im Sprint an den Start geht.

## Sportliche Laufbahn
Erste internationale Erfahrungen sammelte Matej Baluch im Jahr 2019, als er bei den U20-Europameisterschaften in Borås auf Anhieb in 51,26 s die Bronzemedaille im 400-Meter-Hürdenlauf gewann und über 110 Meter Hürden mit 13,98 s im Halbfinale ausschied. 2021 startete er über 400 m Hürden bei den U23-Europameisterschaften in Tallinn und belegte dort in 51,17 s den siebten Platz. Im Jahr darauf startete er mit der slowakischen 4-mal-400-Meter-Staffel bei den Hallenweltmeisterschaften in Belgrad und verpasste dort mit neuem Landesrekord von 3:09,79 min den Finaleinzug. Im August schied er bei den Europameisterschaften in München mit 50,93 s im Halbfinale über 400 m Hürden aus und 2023 wurde er bei der 2. Liga der Team-Europameisterschaft im Rahmen der Europaspiele in Chorzów in 49,56 s Dritter. Anschließend schied er bei den World University Games in Chengdu mit 49,59 s im Halbfinale aus. Im Jahr darauf kam er bei den Europameisterschaften in Rom mit 52,17 s nicht über den Vorlauf hinaus und 2025 schied er bei den Hallenweltmeisterschaften in Nanjing mit 48,14 s in der ersten Runde über 400 Meter aus. Zuvor verbesserte er in Ostrava den slowakischen Hallenrekord über 200 Meter auf 20,93 s.
In den Jahren von 2019 bis 2022 wurde Baluch slowakischer Meister im 110-Meter-Hürdenlauf sowie 2021 auch im 100-Meter-Lauf. 2019 und 2021 sowie von 2023 bis 2025 wurde er Hallenmeister im 200-Meter-Lauf und von 2020 bis 2022 über 60 m Hürden sowie 2021 auch in der 4-mal-200-Meter-Staffel.

## Persönliche Bestleistungen
- 100 Meter: 10,51 s (+2,0 m/s), 4. Juli 2020 in Olmütz
  - 60 Meter (Halle): 6,80 s, 18. Februar 2023 in Bratislava
- 200 Meter: 20,91 s (+1,5 m/s), 1. September 2024 in Bratislava
  - 200 Meter (Halle): 20,93 s, 21. Februar 2025 in Ostrava (slowakischer Rekord)
- 400 Meter: 46,79 s, 4. Februar 2024 in Potchefstroom
  - 400 Meter (Halle): 47,48 s, 20. Februar 2025 in Ostrava
- 110 m Hürden: 14,36 s (+0,8 m/s), 15. August 2020 in Trnava
  - 60 m Hürden (Halle): 8,02 s, 3. Februar 2022 in Ostrava
- 400 m Hürdenlauf: 49,56 s, 21. Juni 2023 in Chorzów